# Barastre
Barastre ist eine französische Gemeinde im Département Pas-de-Calais in der Region Hauts-de-France. Sie gehört zum Kanton Bapaume im Arrondissement Arras.

## Lage
Die Gemeinde Barastre liegt an der Grenze zum Département Somme, 25 Kilometer südwestlich von Cambrai. Nachbargemeinden von Baralle sind Haplincourt im Norden, Bertincourt im Nordosten, Bus im Osten, Mesnil-en-Arrouaise im Süden, Rocquigny im Südwesten sowie Villers-au-Flos Nordwesten. Die Autoroute A2, die ein Teil der Europastraße 19 ist, passiert den Süden der Gemeindegemarkung.

## Bevölkerungsentwicklung
| Jahr                       | 1962 | 1968 | 1975 | 1982 | 1990 | 1999 | 2006 | 2013 | 2022 |
| -------------------------- | ---- | ---- | ---- | ---- | ---- | ---- | ---- | ---- | ---- |
| Einwohner                  | 318  | 334  | 308  | 267  | 223  | 232  | 241  | 288  | 314  |
| Quellen: Cassini und INSEE |      |      |      |      |      |      |      |      |      |

## Sehenswürdigkeiten

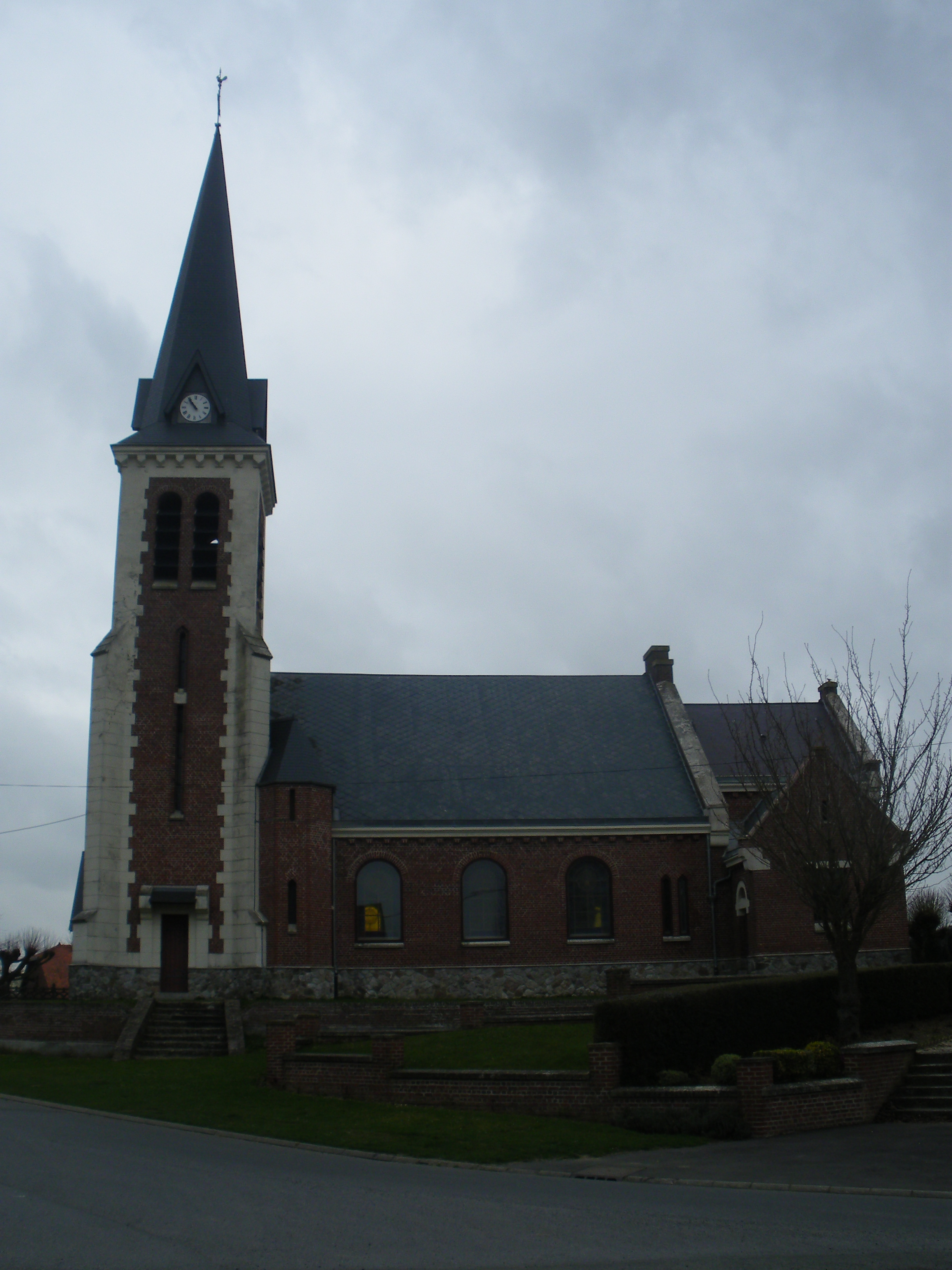
Kirche Saint-Martin
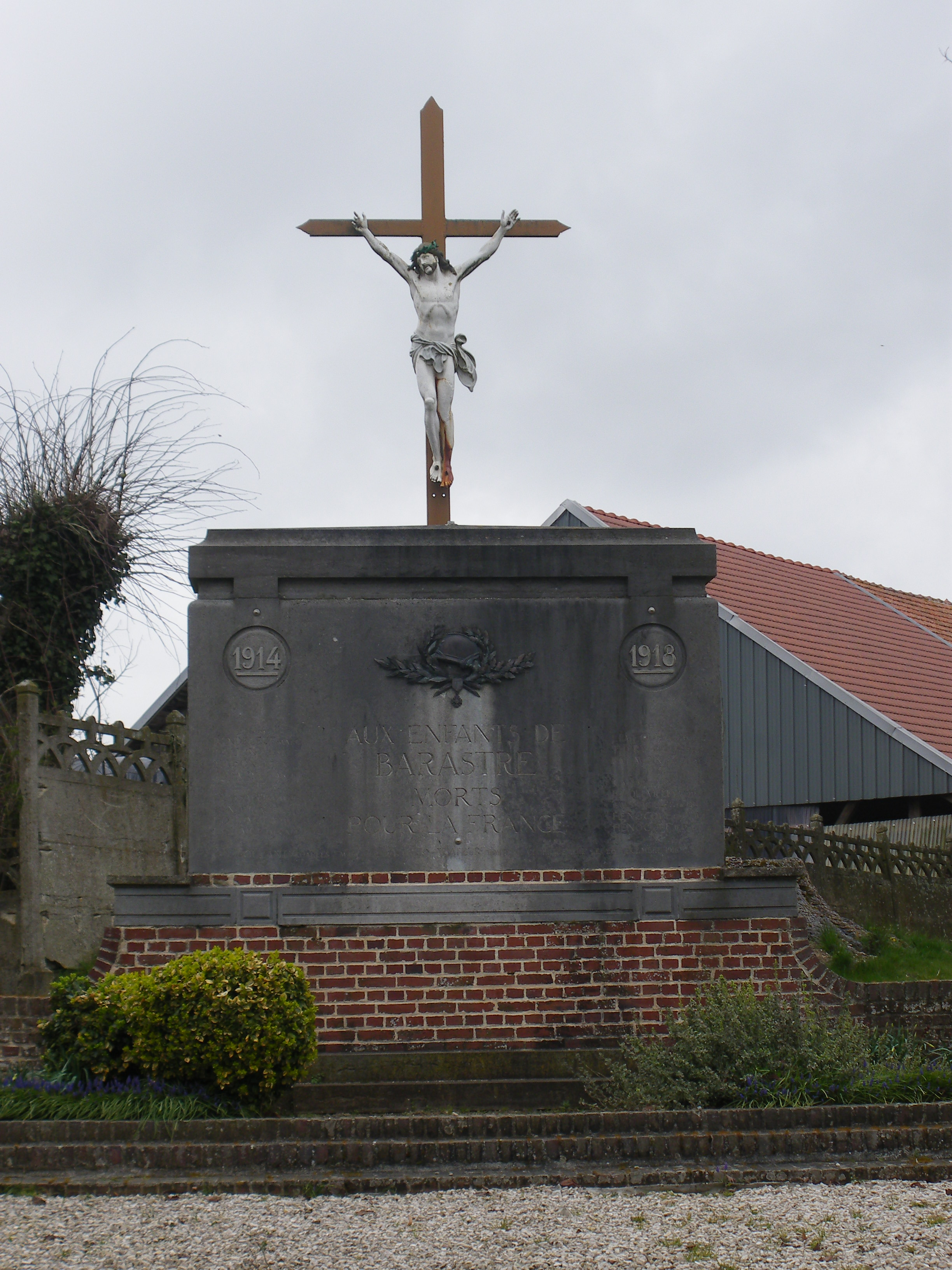
Calvaire

- Kapelle Sainte-Barbe
- Wasserturm

- Kirche Saint-Martin
- Calvaire